# Paraparal
Paraparal est la capitale de la paroisse civile de Monseñor Feliciano González de la municipalité de Francisco Linares Alcántara de l'État d'Aragua au Venezuela. Elle recouvre également la paroisse civile voisine de Francisco de Miranda qui constitue ses quartiers orientaux, le tout constituant l'extension méridionale de la capitale de l'État Maracay.